# Jaime Sin
Jaime Lachica Sin (New Washington, 31 augustus 1928 – Manilla, 21 juni 2005) was een Filipijns kardinaal en aartsbisschop van Manilla.
Sin werkte na zijn priesterwijding in 1954 als missionaris in de bergdorpen van Panay en was aansluitend tien jaar rector van het St. Pius X-seminarie in Roxas. In 1967 werd Sin tot bisschop gewijd en assisteerde hij aartsbisschop Jose Maria Cuenco bij het leiden van het aartsbisdom van Jaro. Na het overlijden van Cuenco in 1972 werd Sin benoemd tot diens opvolger. Twee jaar later volgde een benoeming tot aartsbisschop van Manilla. Hij was daarmee de facto de geestelijk leider van de Rooms-Katholieke Kerk in de Filipijnen. In 1976 werd hij door paus Paulus VI tot kardinaal gecreëerd. Gedurende zijn periode als aartsbisschop van Manilla stelde hij zich steeds kritischer op ten opzichte van het dictatoriale bewind van president Ferdinand Marcos. In 1986 speelde Sin een cruciale rol bij de val van Marcos tijdens de EDSA-revolutie. Ook na het herstel van de democratie bleef hij zich bemoeien met de politiek in de Filipijnen. Zo bekritiseerde hij progressieve wetsvoorstellen over anticonceptie en scheiding. In 2001 was Sin opnieuw betrokken bij de val van een Filipijnse president. In januari van dat jaar zag Joseph Estrada zich gedwongen om terug te treden wegens beschuldigingen van corruptie en machtsmisbruik. Twee jaar na zijn pensionering in 2003 kwam Sin te overlijden. Hij kreeg een staatsbegrafenis, waarna zijn stoffelijk overschot werd bijgezet in de kathedraal van Manilla.

## Biografie

### Afkomst
Jaime Sin werd geboren op 31 augustus 1928 in New Washington, een plaats in de centraal in de Filipijnen gelegen provincie Aklan. Hij was het zevende kind uit een gezin van negen kinderen. Zijn vader, Sin Puat-co, was een Chinees die opgroeide in de stad Amoy, tegenwoordig Xiamen geheten. Nadat hij weduwnaar was geworden, emigreerde hij rond zijn 30e naar de Filipijnen. Daar verdiende hij in eerste instantie de kost als straathandelaar in de hoofdstad Manilla. Na enkele jaren nam hij de boot naar Panay, om zich daar in New Washington te vestigen. Hij begon er een sari-sari-winkel en was daarmee binnen korte tijd redelijk succesvol. Binnen vijf jaar was zijn winkel de grootste van New Washington, in die tijd een plaats van zo'n 10.000 inwoners. Tijdens een van zijn bezoeken aan het naburige Kalibo ontmoette hij de twintig jaar jongere Maxima Lachica. Na enige tijd van hofmakerij bekeerde Sin Puat-co zich voor de erg gelovige Lachica tot het katholicisme. Hij werd door de lokale priester gedoopt en nam daarna de naam Juan Sin aan. Kort daarop, in februari 1912, trouwde het stel. Samen bouwden ze de succesvolle winkel van Sin verder uit. Ook kwam er na de trouwerij gezinsuitbreiding. De eerste zeven kinderen overleden echter allen in hun babytijd. De kinderen daarna, met uitzondering van een tweeling die na Jaime werd geboren, bereikten allemaal de volwassen leeftijd, nadat ze het advies kregen hen met de flesvoeding groot te brengen.

### Roeping en opleiding tot priester

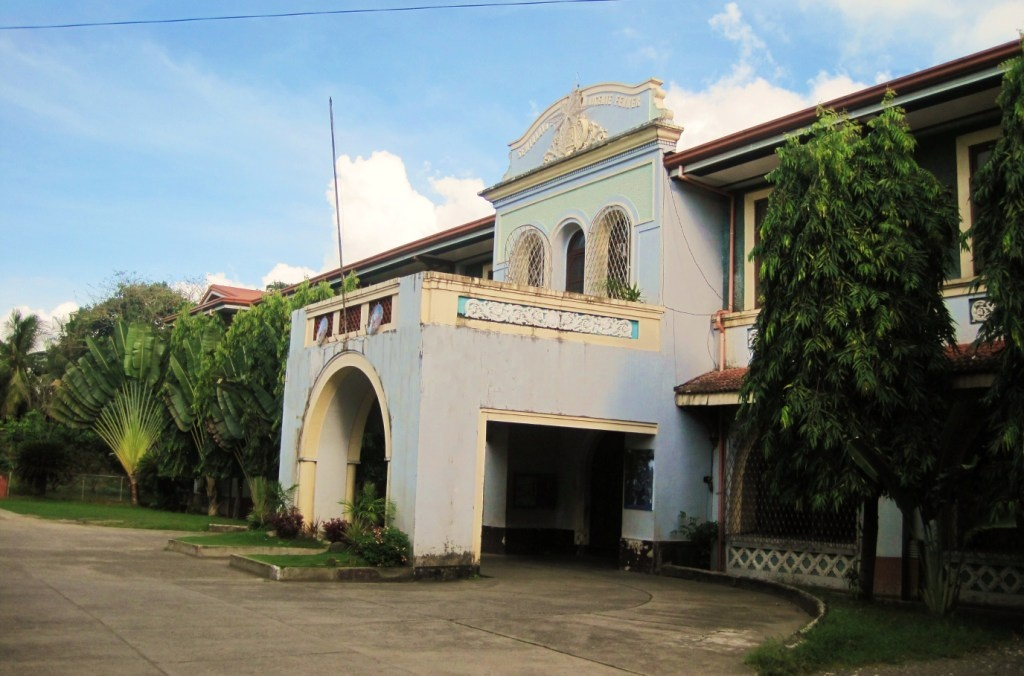
Het St. Vincent Ferrer-seminarie in Jaro (Iloilo City)

Van jongs af aan toonde Sin een buitengewone belangstelling voor het priesterschap. Hij speelde als kind bijna dagelijks de mis na en was bovendien misdienaar in de kerk van New Washington. Toen hij als tiener besloot dat hij priester wilde worden, was zijn vader in eerste instantie tegen. Moeder Maxima was echter erg blij met zijn beslissing en hielp hem, zonder zijn vader erbij te betrekken, bij zijn aanmelding voor het St. Vincent Ferrer-seminarie in Jaro. In juni 1941 begon hij aan de opleiding, maar zijn verblijf in het seminarie zou niet lang duren. Toen de Japanners in december 1941 de Filipijnen binnenvielen, moest de instelling haar deuren sluiten. In 1943 regelde zijn moeder daarop dat hij in afwachting van de heropening kon gaan wonen in een rusthuis voor priesters in Kalibo. Hij deed er het huishoudelijk werk en verzorgde de priesters gedurende de jaren dat de Japanners in de Filipijnen de dienst uitmaakten. Na de Tweede Wereldoorlog werd het seminarie weer heropend en in juni 1946 hervatte Sin zijn studie. De opleiding tot priester was in die dagen behoorlijk intensief, de studenten woonden het hele jaar in het seminarie en mochten alleen met de kerst naar huis. Gedurende het laatste deel van zijn opleiding mocht hij ook in de zomervakantie terugkeren naar New Washington om er catechese te geven. In 1954 rondde Sin zijn opleiding op het seminarie van Jaro met succes af en op 3 april van dat jaar werd hij in de kathedraal van de Onbevlekte Ontvangenis in Roxas tot priester gewijd door bisschop Antonio Frondosa.

### Priesterschap
Bisschop Frondosa was van plan om Sin naar Rome te sturen voor een vervolgopleiding. Sin liet de bisschop echter weten graag aan het werk te willen als missionaris in de bergdorpen van Panay. Frondosa was hier niet van gediend, schorste hem als priester en stuurde hem naar een klooster om erover na te denken. Sin zag zichzelf echter ook na veel nadenken en bidden geen theologie of canoniek recht studeren. Daarop gaf de bisschop toe en mocht hij aan het werk als missionaris. In de afgelegen bergdorpen waar Sin zijn werk deed waren veel mensen in naam wel katholiek, maar gingen ze in de praktijk slechts bij drie gebeurtenissen in hun leven naar de kerk: bij hun doop, bij hun huwelijk en bij overlijden. Het werken als priester in de bergdorpen was voor Sin niet makkelijk. De reistijden tussen de dorpen waren lang en de omstandigheden waren lastig, maar het was precies het werk dat Sin paste. Na twee jaar besloot bisschop Frondosa hem een andere opdracht te geven. Hij werd benoemd tot de eerste rector van het nieuwe St. Pius X-seminarie in Roxas.
Op het moment van zijn benoeming bestond het seminarie nog niet. Sin moest eerst zelf aan de slag om financiers voor het project te vinden. Hij vertrok naar Manilla in zijn zoektocht naar donaties en slaagde in zijn missie. In juni 1957 maakten de eerste studenten een aanvang met hun opleiding tot priester aan het St. Pius X-seminarie. Sin was na de opening van de instelling niet alleen rector maar gaf zelf ook lessen in geschiedenis en Spaans. Zoals de Filipijnse wet vereiste behaalde hij daartoe aan een katholiek college in Roxas zijn bevoegdheid om les te geven. Bijna tien jaar lang was Sin rector van het seminarie. Na verloop van tijd werd zijn werk minder uitdagend. Het seminarie draaide goed en alles was op orde. Jarenlang achtereen werd het seminarie door de Filipijnse bisschoppenconferentie uitgeroepen tot beste geleide seminarie van de Filipijnen. Toen de positie van plebaan van de kathedraal van Roxas vrijkwam hoopte Sin op een benoeming op deze post. Frondosa koos echter voor Edmundo Fuerte. Eind 1966 kreeg hij van de nuntius dan toch het bericht dat hij een nieuwe uitdaging zou krijgen. Hij werd hulpbisschop van Jaro, waar hij de ouder wordende aartsbisschop Jose Maria Cuenco moest assisteren.

### Bisschop en aartsbisschop

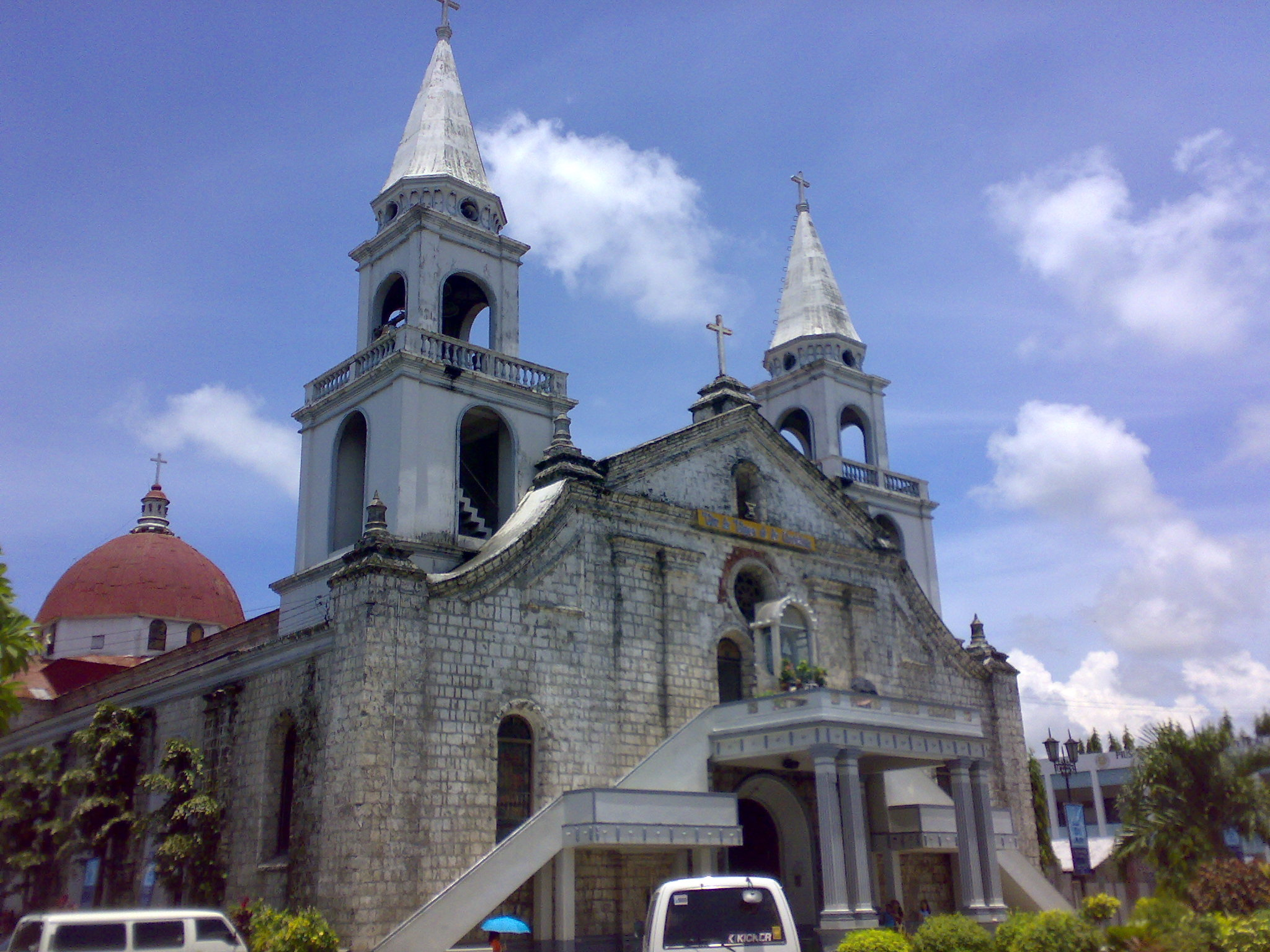
De kathedraal van Jaro en de zetel van aartsbisschop Sin van 1972 tot 1974

Op 10 februari 1967 volgde de officiële benoeming tot hulpbisschop en titulair bisschop van Obba. Ruim een maand daarna werd Sin tot bisschop gewijd in de kathedraal van Roxas met bisschop Frondosa als eerstwijdende bisschop. Juan Nilmar en Manuel Salvador waren de medewijdende bisschoppen. Als motto koos hij Serviam (ik zal dienen). Sin ging voortvarend te werk in het aartsbisdom. Aartsbisschop Cuenco had formeel nog de leiding over het aartsbisdom, maar trok zich vanwege zijn hoge leeftijd liever terug in zijn vertrekken om aan zijn memoires te werken. Sin bracht de financiën van het aartsbisdom weer op orde, maakte een eind aan enkele interne conflicten, liet nieuwe scholen bouwen, renoveerde de kathedraal en liet het convent herbouwen. Ook werden er in deze periode diverse nieuwe parochies opgericht.
Zijn voortvarendheid werd ook in het Vaticaan opgemerkt. Op 15 januari 1972 werd Sin verheven tot aartsbisschop-coadjutor van Jaro en titulair aartsbisschop van Massa Lubrense. Zijn verheffing tot coadjutor viel samen met een periode van hevige studentenprotesten tegen het bewind van president Ferdinand Marcos waarbij opgeroepen werd tot een revolutie. Tijdens een mis op 18 maart ter viering van zijn verheffing ging Sin tijdens de homilie in op deze onrust. Hij sprak over de "revolutie van de liefde" als reactie op de roep om een gewapende opstand. Voor zijn toespraak ontving hij een staande ovatie en met zijn uitspraken haalde hij de landelijke kranten. Marcos koos echter een andere manier om de onrust in het land de kop in te drukken en riep op 21 september 1972 de staat van beleg uit. Duizenden tegenstanders werden opgepakt en gebruikmakend van zijn buitengewone bevoegdheden door de staat van beleg, regeerde hij het land de jaren erna op dictatoriale wijze. Ruim twee weken later kwam aartsbisschop Cuenco te overlijden, waarna Sin op 8 oktober 1972 werd geïnstalleerd als diens opvolger.

### Aartsbisschop van Manilla
Ongeveer een jaar na de installatie van Sin als aartsbisschop van Jaro werd de Filipijnse kardinaal Rufino Santos getroffen door een zware beroerte. Hij raakte hierdoor in coma en was niet meer in staat het aartsbisdom van Manilla te leiden. Santos was de eerste Filipijnse kardinaal ooit en had sinds 1953 de leiding over het aartsbisdom. Nog voor zijn uiteindelijke overlijden in september 1973 begonnen de speculaties over zijn opvolging rond te gaan. De belangrijkste namen die genoemd werden waren die van Julio Rosales, de aartsbisschop van Cebu, Mariano Gaviola, de militair vicaris en Artemio Casas, de waarnemend aartsbisschop van Manilla. Groot was dan ook de verrassing bij Sin toen hij van de nuntius Bruno Torpigliani te horen kreeg dat het Vaticaan hem wilde benoemen tot opvolger van Rufino Santos. Het aartsbisdom van Manilla is het oudste van de Filipijnen en de aartsbisschop van Manilla wordt in de praktijk beschouwd als de leider van de Rooms-Katholieke Kerk in de Filipijnen. Sin voelde zich nog niet klaar voor om zo snel na zijn installatie als aartsbisschop van Jaro benoemd te worden op deze belangrijke positie. Na enige bedenktijd accepteerde hij de benoeming echter toch. Zijn daadwerkelijke benoeming op 21 januari 1974 door paus Paulus VI was voor het grote publiek net zo'n grote verrassing als voor Sin zelf. Een columnist van een van de Filipijnse dagbladen vroeg zich af hoe een bisschop met de naam Sin de nieuwe aartsbisschop van Manilla kon worden. Op 19 maart 1974 werd Sin geïnstalleerd in de kathedraal van Manilla.

#### Installatie en beginperiode
Tijdens zijn installatie als aartsbisschop in de kathedraal van Manilla op 19 maart 1974 herhaalde hij de boodschap van twee jaar daarvoor. In aanwezigheid van first lady Imelda Marcos zei hij onder meer dat de "stemmen van de activisten inmiddels het zwijgen zijn opgelegd, maar dat behoefte aan een revolutie van de liefde blijft bestaan" en riep hij iedereen om hem te volgen in deze revolutie van de liefde. Direct na aanvang van zijn periode bleek dat Sin totaal verschilde van zijn voorganger. Sin was joviaal, hartelijk en heel benaderbaar voor de priesters van het bisdom, die zijn residentie konden binnenvallen zonder afspraak te maken. Zijn residentie, die voorheen bekendstond als Archbishop's Palace moest voortaan met Archbishop's House worden aangeduid. Ook trok hij eropuit. Waar zijn voorganger parochies binnen het bisdom slechts bezocht bij speciale gelegenheden als jubilea ging Sin bij elke parochie langs waar hij werd uitgenodigd om voor te gaan in de mis. Zijn pastorale benadering uitte zich ook in enkele initiatieven. Zo initieerde hij een pensioenplan en ziektekostenverzekering voor priesters. Priesters in het hele land kregen voortaan de garantie van een klein pensioen en waren bovendien verzekerd van medische verzorging bij ziekte of bij ongevallen. Ook begon hij met MANNA, een fonds waaruit financieel behoeftige bisdommen geld konden putten om sociaal werk of hulpacties mee te kunnen bekostigen. Veel van de bisdommen en parochies in het land waren namelijk dermate armlastig dat er in voorkomende gevallen nauwelijks ondersteuning gegeven kon worden, terwijl parochianen dat wel degelijk verwachtten, omdat de overheid hierin vaak tekortschoot.

### Kardinaal
Sin werd tijdens het consistorie van 24 mei 1976 door paus Paulus VI tot kardinaal gecreëerd, met de rang van kardinaal-priester. Hij was op dat moment het jongste lid van het kardinalencollege en tevens, na Rufino Santos en Julio Rosales, de derde kardinaal ooit van Filipijnse afkomst. Zijn titelkerk werd de Santa Maria ai Monti. Als kardinaal nam Sin deel aan het conclaaf van augustus 1978, dat leidde tot de verkiezing van paus Johannes Paulus I en het conclaaf van oktober 1978 dat leidde tot de verkiezing van paus Johannes Paulus II. Hij was te ziek om deel te nemen aan het conclaaf van 2005 waar Paus Benedictus XVI gekozen zou worden tot de nieuwe paus. Na zijn toetreding tot het College van Kardinalen vervulde Sin in de decennia erna zoals gebruikelijk diverse functies binnen de Romeinse Curie. In oktober 1977 werd Sin benoemd tot permanent lid van de bisschoppensynode. Hij nam deel aan de synodes van 1977, 1978, 1980, 1983, 1985, 1987 en 1998.

### Pausbezoeken
In 1979 accepteerde paus Johannes Paulus II een uitnodiging van de Filipijnse bisschoppenconferentie onder leiding van kardinaal Sin. De aankondiging kwam als een verrassing en was in het overwegend katholieke land groot nieuws. Slechts negen jaar eerder was het land nog bezocht door paus Paulus VI. De bedoeling was dat de paus tijdens zijn bezoek, dat gepland stond voor februari 1981 tijdens de viering van 400 jaar Rooms-Katholieke kerk in de Filipijnen, de Filipijnse martelaar Laurentius Ruiz zalig zou verklaren. Hoewel een dergelijke gebeurtenis tot dan toe altijd in het Vaticaan had plaatsgevonden, was het de nadrukkelijke wens van kardinaal Sin dat Ruiz op Filipijnse bodem plaats zalig verklaard zou worden. De paus stemde uiteindelijk toe, zodat Ruiz op 22 februari 1981 in Rizal Park zalig verklaard kon worden.
Het dictatoriale regime probeerde het pauselijk bezoek aan te grijpen om positief in het nieuws te komen. De door Marcos gecontroleerde ochtendbladen wekten direct na de bekendmaking van het nieuws de suggestie dat de paus het land bezocht op uitnodiging van first lady Imelda Marcos, die eerder in 1979 in het Vaticaan op audiëntie was geweest. Pas nadat kardinaal Sin dreigde om dit verhaal te ontkrachten door een pastorale brief in alle kerken in het aartsbisdom te laten voorlezen, werd deze verkeerde voorstelling van zaken in de media gecorrigeerd. Ook tijdens het bezoek zelf haalden Ferdinand en Imelda Marcos van alles uit de kast om de wereld en de paus te tonen hoe positief alles in het land was. Zo was het de bedoeling dat de paus zou overnachten in het Coconut Palace, een van de extravagante bouwprojecten van Imelda. De paus weigerde echter en koos voor de residentie van de nuntius.
In 1995 deed paus Johannes Paulus II de Filipijnen nog een tweede keer aan. Ditmaal was hij er ter gelegenheid van de wereldjongerendagen. Dit bezoek werd bekend vanwege de mensenmenigte tijdens de afsluitende mis van de paus. De mis werd bijgewoond door naar schatting vier miljoen mensen en was daarmee tot 2015 de drukst bezochte pauselijke mis ooit. In 2003 stond nog een derde bezoek van Johannes Paulus II gepland, maar dit bezoek ging vanwege de slechte gezondheid van de paus uiteindelijk niet door.

### Relatie tot Ferdinand Marcos

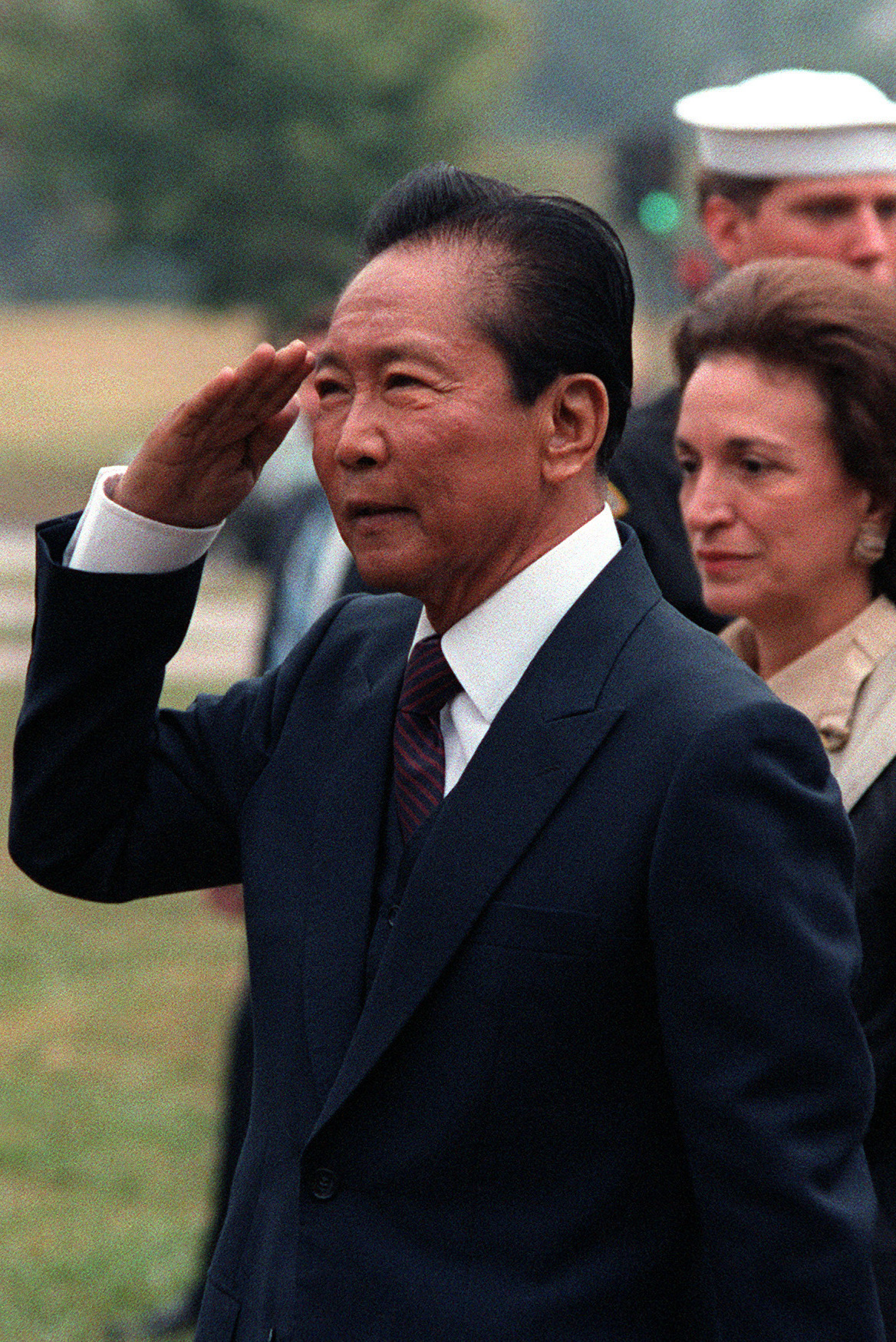
Ferdinand Marcos (1982)

Op het moment van de installatie van Sin als aartsbisschop van Manilla was het anderhalf jaar geleden dat president Ferdinand Marcos de staat van beleg had uitgeroepen, om zijn zogenaamde "New Society" te kunnen implementeren. Sins houding naar Marcos toe was in eerste instantie kritisch maar corporatief. Hij voorzag Marcos van kritiek, maar was absoluut geen voorstander van gewelddadige confrontaties of een revolutie. Hij was bang dat een dergelijke situatie weleens slecht kon uitpakken voor de Katholieke Kerk in het land en dat bijvoorbeeld de communisten de macht zouden grijpen. Naarmate de tijd vorderde en Marcos en zijn kring van getrouwen zich verder verrijkten ten koste van de armer wordende bevolking werd Sin steeds kritischer op het dictatoriale regime van Marcos en greep hij elke mogelijkheid aan om misstanden publiekelijk aan de kaak te stellen.
De moord op oppositieleider Benigno Aquino jr. op het vliegveld van Manilla bij diens terugkeer uit ballingschap in 1983 was een omslagpunt. Radio Veritas, de katholieke radiozender voor Azië die door Sin nieuw leven was ingeblazen, was de enige zender die niet geheel door de staat werd gecontroleerd. Zij brachten het nieuws van de aanslag direct en zonder censuur naar buiten. Sin zelf riep zijn landgenoten na de moord op om de regering uit te dagen om hervormingen door te voeren. Exact een jaar na de moord op Aquino zei Sin tijdens een speciale mis in de Santo Domingo Church ter nagedachtenis daarvan: "Sluit je aan bij het parlement van de straat en toon de dictatuur dat de kracht van geweldloosheid onweerstaanbaar is."
Door de niet afnemende demonstraties tegen zijn bewind en toenemende rapporten over misstanden begon de voor Marcos belangrijke steun uit de Verenigde Staten af te nemen. In een poging aan te tonen dat zijn regime nog steeds op brede steun kon rekenen kondigde Marcos eind 1985 in een Amerikaanse tv-show onverwacht vervroegde presidentsverkiezingen aan. De verkiezingen zouden al in februari plaats moeten vinden, waardoor de oppositie in drie maanden tijd een sterke gezamenlijk kandidaat moest vinden. Na een intensieve lobby werd Corazon Aquino, de weduwe van Benigno, overgehaald om het op te nemen tegen Marcos. Kardinaal Sin speelde een belangrijke bemiddelende rol in dit proces door de andere oppositiekandidaat, senator Salvador Laurel, over te halen zich terug te trekken ten faveure van Aquino.

#### Rol in de EDSA-revolutie
Na de presidentsverkiezingen op 7 februari 1986 werd Marcos door de kiesraad COMELEC uitgeroepen tot winnaar. De controlerende instantie National Movement for Free Elections (NAMFREL) kwam echter tot een andere conclusie. Volgens hen had Aquino de verkiezingen gewonnen. Vanwege het geweld en de vele berichten van verkiezingsfraude veroordeelden de Filipijnse bisschoppen in een gezamenlijke verklaring de uitslag van de verkiezingen. Ook de Amerikaanse Senaat nam in dezelfde periode een resolutie aan met een dergelijke verklaring.
Kort daarop kwamen enkele Filipijnse officieren in actie. Deze mannen hadden vanwege hun ontevredenheid over de gang van zaken in het Filipijnse leger in 1980 de Reform the Armed Forces Movement (RAM) opgericht. Na de bekendmaking van de verkiezingsuitslag besloten ze hun plan voor een militaire coup in werking te stellen. Marcos was ze echter voor en vaardigde arrestatiebevelen uit tegen de RAM-officieren en de met hen samenwerkende minister van defensie Juan Ponce Enrile. De rebellen trokken zich daarop met enkele honderden soldaten terug in twee tegenover elkaar liggende militaire bolwerken langs de Epifanio de los Santos Avenue (EDSA). Daar sloot generaal en vicecommandant der strijdkrachten Fidel Ramos zich bij hen aan. In een persconferentie op 22 februari 1986 verklaarden Enrile en Ramos ontslag genomen te hebben en riepen ze andere legereenheden op om zich bij hen aan te sluiten.

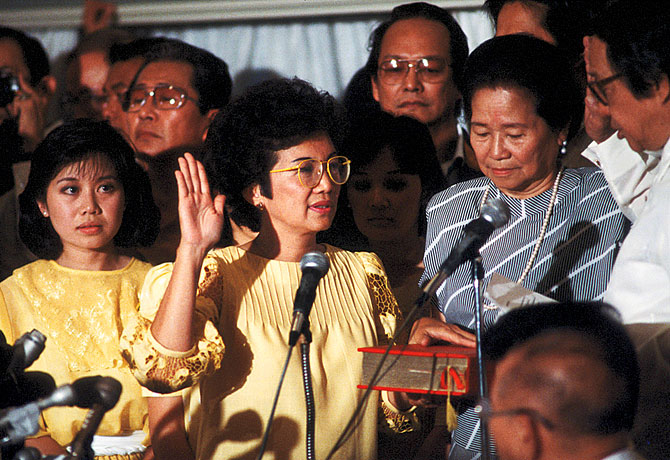
Corazon Aquino wordt ingezworen als presidente

Dezelfde avond om 9 uur 's avonds deed kardinaal Sin op Radio Veritas een oproep aan het Filipijnse volk om de rebellen te komen steunen. Hoewel de radiozender de volgende ochtend uit de lucht werd gehaald had de oproep van Sin zijn werk reeds gedaan. Enkele honderdduizenden mensen gaven eraan gehoor en in een paar dagen tijd groeide de mensenmassa op EDSA uit tot naar schatting 1 à 2 miljoen mensen. Ze vormden een menselijk schild tussen de rebellen en de troepen die loyaal bleven aan Marcos en weerhielden Marcos er zo van om militair geweld in te zetten tegen de rebellen. Op 25 februari werd Corazon Aquino ingezworen tot nieuwe presidente van de Filipijnen en niet lang daarna hield Marcos een soortgelijke ceremonie. Later die avond werden Marcos en zijn familie, gedwongen door de grote mensenmenigte en de diplomatieke druk vanuit de Verenigde Staten, in twee Amerikaanse helikopters naar Clark Air Base gevlogen. Vandaar vlogen ze de volgende ochtend naar Hawaï, waar Marcos politiek asiel kreeg aangeboden. De geweldloze revolutie, die later bekend werd onder de naam EDSA-revolutie of People Power Revolution, was daarmee een feit.

### Politieke inmenging na EDSA
Ook na de EDSA-revolutie bleef Sin zich mengen in de Filipijnse politiek. Zo was hij tegen de kandidatuur van de protestante Fidel Ramos bij de presidentsverkiezingen van 1992 en liet hij tijdens de verkiezingscampagne weten de rooms-katholieke kandidaat Ramon Mitra te steunen. Na de verkiezingen van 1995 beschuldigde hij de kandidaten van fraude en dreigde hij met het oproepen tot demonstraties en stakingen. En toen aanhangers van Ramos de mogelijkheden voor een wijziging van de Filipijnse Grondwet lieten onderzoeken, om zo langer dan een termijn aan de macht te kunnen blijven organiseerden hij en Corazon Aquino een protestdemonstratie. Ramos zag uiteindelijk af van een eventuele grondwetswijziging.
Ook de opvolger van Ramos kreeg te maken met kritiek van kardinaal Sin. In juli 1999 schreef Sin een pastorale brief over de geheime afspraken die president Joseph Estrada met vertrouwelingen en handlangers van Ferdinand Marcos had gemaakt. Hij waarschuwde de president dat het volk zijn geloof in hem aan het verliezen was. In oktober 2000 riep hij Estrada op om af te treden na beschuldigingen van zelfverrijking uit de opbrengsten van jueteng, een illegaal gokspel. Een maand later stemde het Filipijns Huis van Afgevaardigden voor afzetting van de president wegens omkoperij, corruptie en schending van de grondwet. Het afzettingsproces stokte echter in de Filipijnse Senaat, nadat 11 senatoren op 17 januari 2001 tegen het openen van een envelop met cruciaal bewijs stemden. Op dezelfde avond hield Sin een toespraak voor een grote menigte bij de EDSA. Hij zei: "We weten in ons hart dat de president schuldig is". De protesterende menigte groeide de dag erna aan, en op 19 januari trokken de Filipijnse nationale politie en het Filipijnse leger hun steun voor Estrada in. De daaropvolgende dag werd vicepresident Gloria Macapagal-Arroyo ingezworen als nieuwe president. Estrada zag zich kort daarop gedwongen om het Malacañang Palace te ontvluchten. Deze nieuwe opstand wordt wegens de analogie met de opstand in 1986 tegenwoordig ook wel aangeduid als EDSA-revolutie II.
Sin ventileerde gedurende zijn resterende periode als aartsbisschop van Manilla tevens zijn mening over diverse andere politieke controverses in de Filipijnen en daarbuiten. Zo was hij tegen de Amerikaanse inval in Irak in 2003 en de steun door de Filipijnse regering onder leiding van president Gloria Macapagal-Arroyo daaraan. Ook sprak hij zich uit tegen Amerikaanse militaire aanwezigheid in de Filipijnen.

#### Emeritaat
Gedurende zijn periode als aartsbisschop van Manilla groeide het aantal parochies in het aartsbisdom van 101 tot 272. Hij wijdde 237 diocesane priesters en 460 priesters van religieuze ordes. Zijn aanbevelingen aan paus Johannes Paulus II om het aartsbisdom beter te kunnen besturen, leidden uiteindelijk tot de oprichting van de suffragane bisdommen van Parañaque en Novaliches in 2002 en de bisdommen van Cubao, Pasig en Kalookan in 2003. Veel eerder in 1983 was het bisdom van Antipolo al opgericht als suffragaan bisdom van Manilla. Na het bereiken van zijn 75e verjaardag diende Sin, zoals het kerkelijk recht vereist, zijn ontslag in. Dit ontslag werd op 11 september 2005 door Paus Benedictus XVI aanvaard, waarna Sin op 15 september 2003 daadwerkelijk met emeritaat ging. Hij werd als aartsbisschop opgevolgd door Gaudencio Rosales.

### Ziekte en overlijden
Reeds tijdens zijn laatste jaren als aartsbisschop kampte Sin met een slechter wordende gezondheid. Hij leed aan suikerziekte en had als gevolg daarvan nierproblemen. Een jaar na zijn pensionering werd Sin getroffen door een hartaanval. Op 18 juni 2005 werd hij opgenomen in het Cardinal Santos Medical Center wegens een hardnekkige verhoging. Enkele dagen later overleed hij daar op 76-jarige leeftijd aan de gevolgen van het uitvallen van enkele organen. Hij werd door de Filipijnse regering geëerd met een staatsbegrafenis, die werd bijgewoond door duizenden mensen. Tevens werd naar aanleiding van zijn dood een week van nationale rouw ingesteld. Zijn stoffelijk overschot werd bijgezet in een crypte in de kathedraal van Manilla, waar ook zijn drie directe voorgangers rusten.

## Opvattingen
Hoewel Sins naam verbonden is met zijn strijd tegen de schendingen van burgerrechten, stond hij net als andere Filipijnse rooms-katholieke kerkelijke leiders ook bekend om zijn conservatieve morele opvattingen. Hij was pro-life en daarom sterk tegen het gebruik van voorbehoedsmiddelen en het toepassen van abortus. Zo verzette hij zich door de jaren heen hevig tegen pogingen van een deel van de Filipijnse politici om iets te doen aan de overbevolkingsproblematiek in de Filipijnen. In de jaren 90 bekritiseerde Sin in felle bewoordingen en met persoonlijke aanvallen het beleid van Juan Flavier, de minister van gezondheid in het kabinet van president Fidel Ramos. Flavier zette in die jaren in de strijd tegen hiv en aids een succesvol condoompromotieprogramma op. Sin noemde Flavier naar aanleiding daarvan een "vertegenwoordiger van Satan". Toen Flavier zich in 1995 kandideerde voor de Filipijnse Senaat adviseerde hij bovendien katholieken om niet op hem te stemmen.
Kardinaal Sin streed ook tegen pogingen voor legalisering van scheidingen in de Filipijnen. Toen senator Rodolfo Biazon in 2001 een wetsvoorstel indiende om scheiden voortaan mogelijk te maken riep hij de "verstandige en intelligente" congresleden op om dit "krankzinnig voorstel te bevechten". Scheiden was volgens de kardinaal "immoreel, on-Filipijns en absurd". Het zou "bovendien de armoede in de Filipijnen alleen maar doen toenemen". Door het verzet van Sin en andere katholieke leiders zijn de Filipijnen een van de weinige landen ter wereld waar getrouwde koppels alleen door middel van een langdurige en dure nietigverklaring van hun huwelijk uit elkaar kunnen. Kardinaal Sin zag echter nog meer gevaren voor het traditionele huwelijksleven. Zo verklaarde hij tijdens een internationale conferentie voor het gezin (World Meeting of Families) in Manilla dat "het huwelijk werd bedreigd door het hoge aantal scheidingen, gebroken families, incest, voorstanders van het homohuwelijk en door toenemende afstandelijkheid wegens de preoccupatie met internet en kabeltelevisie". Rooms-katholieke homo-activisten reageerden woedend op deze uitspraak van Sin.

## Onderscheidingen
Kardinaal Sin ontving gedurende zijn leven vele onderscheidingen. Zo werden hem eredoctoraten verleend door 29 verschillende universiteiten, waaronder de University of Santo Tomas, Ateneo de Manila University, Yale en Georgetown University. Sin werd driemaal onderscheiden door de Filipijnse nationale overheid. Hij ontving in 1992 van toenmalig president Corazon Aquino de Legioen van Eer, met de hoogste graad van Chief Commander. Door president Joseph Estrada werd hij in 1999 opgenomen in de orde van Sikatuna, met de rang van Datu, en als laatste werd hij op 27 november 2003, kort na zijn pensionering, door president Gloria Macapagal-Arroyo opgenomen in de orde van Lakandula, met de rang van Bayani. Ook kreeg hij in 2005 de gouden palm van Jeruzalem. Hij was daarmee het eerste Filipijnse lid van de Orde van het Heilig Graf.
- Biblioteca Nacional de España: XX1017896
- Gemeinsame Normdatei: 118831836
- International Standard Name Identifier: 0000 0001 1472 8973
- Library of Congress Control Number: n84182396
- MusicBrainz: 02345c62-3dac-4479-9202-4a126f02adda
- Nationale Bibliotheek van Tsjechië: js20050627028
- Nationale bibliotheek van Australië: 35753426
- Nationale Bibliotheek van Polen: a0000003012840
- Nederlandse Thesaurus van Auteursnamen: 071896945
- Trove: 1072013
- Virtual International Authority File: 54945245
- WorldCat: E39PBJrcqj6V7B69tg8Mbkwpyd